# Gunnellichthys monostigma
Gunnellichthys monostigma är en fiskart som beskrevs av Smith, 1958. Gunnellichthys monostigma ingår i släktet Gunnellichthys och familjen Microdesmidae. Inga underarter finns listade i Catalogue of Life.